# Eric Roche
Eric Roche est un guitariste irlandais, né aux États-Unis en 1967 et décédé en 2005. Une caractéristique de son jeu est l'utilisation des techniques de guitare fingerstyle.